# 9706 Bouma
9706 Bouma (3176 T-3) là một tiểu hành tinh vành đai chính.